# 1910 ve fotografii

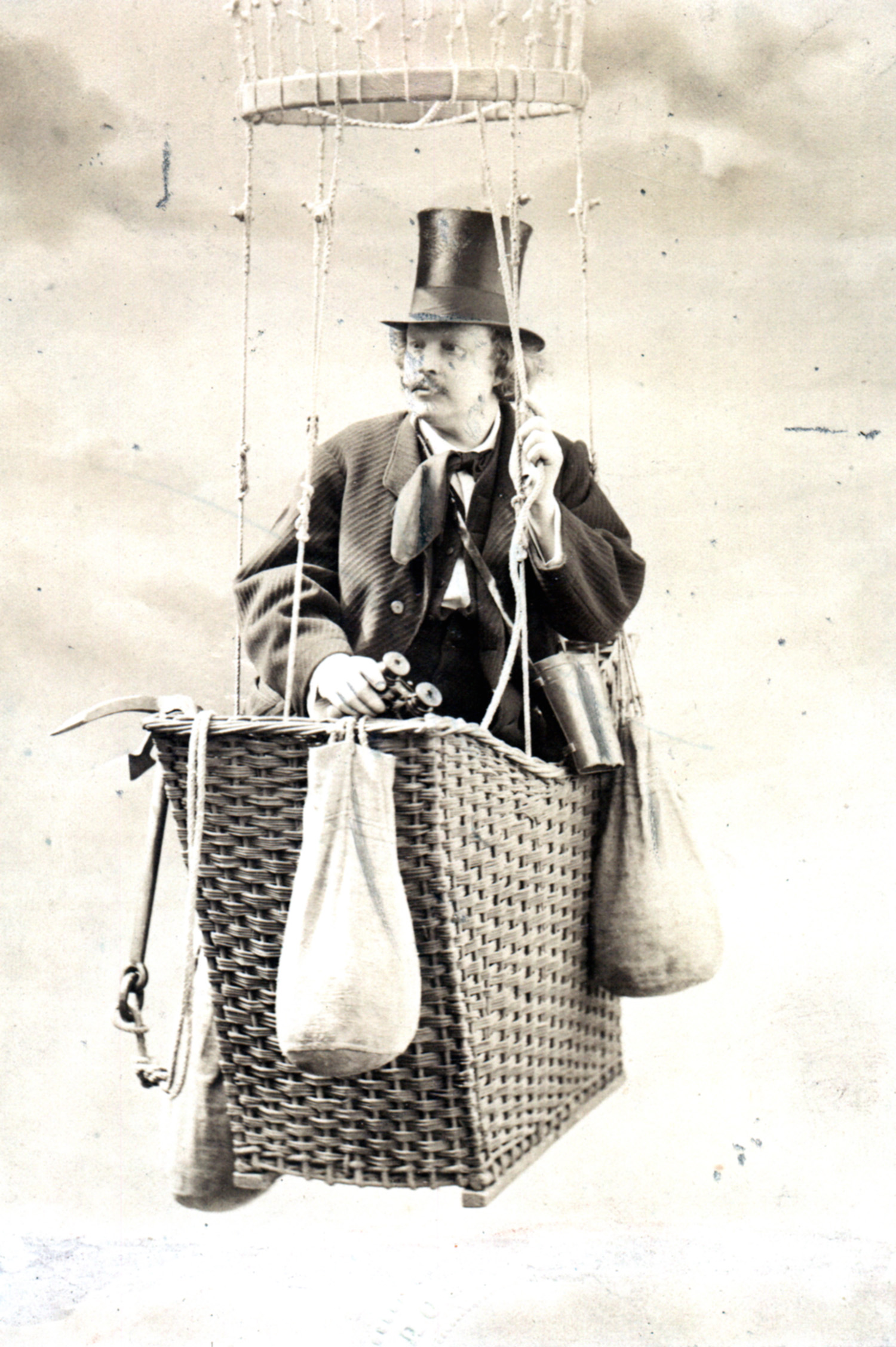
Portrét Nadara v balónu, který v roce 1910 zemřel

Tento článek obsahuje významné fotografické události v roce 1910.

## Události
- 10. května – G. E. Leighton a Ch. Babrock patentovali fotografický papír se šťavelanem železitým a stříbrnou solí.[1]
- 29. května – B. Gwóždž patentoval řízení osvitu dvěma selenovými články.[1]

## Narození v roce 1910
- 15. ledna – Mauno Mannelin, finský fotograf († 11. července 1990)
- 25. ledna – Ingeborg de Beausacq, francouzský fotograf německého původu († 12. července 2003)
- 17. února – Rudi Weissenstein, izraelský fotograf narozený v Jihlavě († 20. října 1992)
- 17. února – Louise Boyle, americká fotografka († 31. prosince 2005)
- 27. března – Louise Rosskam, americká fotografka († 1. dubna 2003)
- 3. dubna – Bedřich Grünzweig, americký fotograf českého původu († 2005)
- 7. dubna – Jiří Rublič, český fotoreportér († 29. srpna 1969)
- 8. dubna – Emil Pardubský, český fotoreportér († 19. července 1977)
- 29. dubna – Eva Besnyö, maďarsko-nizozemská fotografka († 12. prosince 2003)
- 1. května – Henryk Ross, polský židovský fotograf († 1991)
- 24. května – Pierre Jamet, francouzský fotograf († 17. srpna 2000)
- 26. května – André Papillon, francouzský fotograf († 11. ledna 1986)
- 7. června – Marion Post Wolcottová, americká fotografka († 24. listopadu 1990)
- 7. června – Bradford Washburn, americký fotograf († 10. ledna 2007)
- 8. června – Fernand Fonssagrives, 93, francouzský fotograf († 23. dubna 2003)
- 30. července – Edgar de Evia, americký fotograf († 10. února 2003)
- 31. července – Václav Jírů, český fotograf († 28. června 1980)
- 1. srpna – Gerda Taro, německá fotografka († 26. července 1937)
- 2. srpna – Rose Mandelová, americká fotografka narozená v Polsku, v roce 1967 získala Guggenheimovo stipendium († 12. března 2002)
- 7. srpna – Lucien Hervé, francouzský fotograf († 26. června 2007)
- 12. srpna – Édith Gérin, francouzská fotografka († 2. května 1997)
- 14. srpna – Willy Ronis, francouzský fotograf († 11. září 2009)
- 31. srpna – Raoul Ubac, francouzský fotograf († 22. března 1985)
- 3. září – Jónosuke Natori, japonský fotograf a editor († 23. listopadu 1962)
- 5. září – Rose Nadau, francouzská fotografka († 2. října 2007)
- 10. září – Karol Aufricht, slovenský fotograf († 30. října 1975)
- 10. září – Eric de Maré, britský fotograf a spisovatel († 22. ledna 2002)
- 17. září – Hilmar Pabel, německý fotograf a žurnalista († 6. listopadu 2000)
- 3. října – Rolf Winquist, švédský fotograf († 15. září 1968)
- 10. října – Julius Shulman, americký fotograf († 15. července 2009)
- 11. října – Poul Johansen, dánský dvorní fotograf († 18. srpna 1973)
- 13. října – Jean Howardová, americká herečka a profesionální fotografka zlatého období Hollywoodu během 40. a 50. let 20. století († 20. března 2000)
- 16. října – Ján Brodňanský, slovenský historik, archeolog, speleolog a fotograf († 12. ledna 1997)
- 20. prosince – Harry Dittmer, švédský fotograf a filmař († 22. února 2000)
- ? – Leonid Dorenskij, ruský fotograf a fotoreportér († 1962)
- ? – Elia Kahvedjian, arménský fotograf aktivní v Jeruzalémě († 1999)
- ? – Ronny Jaques, britský fotograf († 2008)
- ? – Šúkiči Cudžimura, japonský fotograf († 1991)
- ? – Pierre Joseph Dannes, francouzský fotograf († 1985)
- ? – Helena Hartwigová, polská umělecká fotografka, portréty v ateliéru, její tchán Ludwik Hartwig a také manžel Edward Hartwig byli oba fotografové (21. února 1910 † 2. srpna 1998)
- ? – Ella Welleszová, maďarská portrétní, novinářská a divadelní fotografka, provozovala studio v Budapešti (9. července 1910 – 10. února 1997)
- ? – Vladimir Granovskij, ruský fotograf agentury RIA Novosti, dokumentoval Velkou vlasteneckou válku (27. února 1910 Oleksandrija – 20. srpna 1984)

## Úmrtí v roce 1910
- 16. ledna – Martial Caillebotte, francouzský fotograf, skladatel a filatelista (* 7. dubna 1853)
- 28. ledna – William Bell, americký fotograf (* 1830)
- 28. ledna – Esaki Reidži, japonský fotograf (* 9. dubna 1845)
- 2. února – Camille Silvy, francouzský fotograf (* 8. května 1834)
- 21. března – Nadar (Gaspard-Félix Tournachon), francouzský fotograf (* 6. dubna 1820
- 6. července – Margaret Matilda White, novozélandská fotografka (* 9. ledna 1868)
- 6. srpna – Eugène Trutat, francouzský přírodovědec a fotograf (* 25. srpna 1840)
- srpen – William H. Getchell, americký fotograf (* 10. března 1829)
- 2. září – Daniel Georg Nyblin, norský fotograf a herec (* 6. srpna 1826)
- ? – Lala Deen Dayal, indický fotograf (* 1844)
- ? – Antonio Pozzo, fotograf italského původu, který rozvinul svoji činnost v Argentině (* 1829)
- ? – Antoni Amatller, španělský průmyslník, chocolatier, sběratel umění a fotograf (* 1851)
- ? – Oliver B. Buell, kanadský fotograf amerického původu (* 1844)
- ? – William Huggins, anglický astronom a astrofotograf (* 7. února 1824 – 12. května 1910)

## Výročí 100. narození
- 7. října – Peter Christian Frederik Faber, dánský fotograf (7. října 1810 – 25. dubna 1877)